# Ale Jarok
Ale Jarok (hebräisch עָלֶה יָרֹק ʿAleh Jaroq, deutsch ‚Grünes Blatt‘, Plene: … ירוק) ist eine 1999 gegründete  israelische Partei. Bei den Wahlen am 28. Januar 2003 erhielt Ale Jarok 37.855 Stimmen (1,2 %) und verfehlte damit die damalige 1,5 %-Hürde. 2006 erreichte die Partei 1,29, 2009 0,39 Prozent der Stimmen. Bei der Wahl zur 19. Knesset am 22. Januar 2013 kam Ale Jarok auf 0,98 Prozent. Somit war Ale Jarok bisher noch nicht in der Knesset vertreten.

## Profil und Programm
Die Partei setzt sich für Bürger- und Menschenrechte, ökologische Lösungen sowie für die Legalisierung weicher Drogen (Cannabis und Haschisch) und der Prostitution ein.
Die Partei hat einen Friedensplan unter Berücksichtigung der UN-Resolutionen 242 und 338 erarbeitet. Sie unterstützt den Rückzug auf die ungefähren Grenzen von 1967. Laut ihrem Friedensplan soll in den arabischen Stadtvierteln sowie in der Altstadt von Jerusalem ein unabhängiger Staat entstehen.
Alle vier Jahre soll eine Regierung aus 100 Abgeordneten, je 33 Vertretern des christlichen, muslimischen und jüdischen Glaubens und einer aus einer anderen anerkannten Religion, gebildet werden.
Ale Jarok unterstützt soziale Zuwendungen an ausländische Arbeitskräfte und ihre Eingliederung in das Gesundheitssystem. Sie unterstützt Zivilehen und die Anerkennung aller Strömungen des Judentums. Weiter befürwortet die Partei die Trennung von Staat und Religion und das Ende eines orthodoxen Monopols in der Religionsausübung.